# Wełnica (województwo wielkopolskie)
Wełnica – wieś w Polsce położona w województwie wielkopolskim, w powiecie gnieźnieńskim, w gminie Gniezno, nad Jeziorem Wełnickim. Od zachodu graniczy z Gnieznem.
W latach 1975–1998 miejscowość administracyjnie należała do województwa poznańskiego. W 2011 liczyła 479 mieszkańców.
Przez Wełnicę przebiega niebieski pieszy szlak turystyczny z Gniezna do Strzyżewa Kościelnego.